# Werner Stiehler
Werner Stiehler (* 21. Juni 1923 in Dölzig (Schkeuditz)) ist ein deutscher Journalist. Er war von 1969 bis 1978 Chefredakteur der Leipziger Volkszeitung.

## Leben
Stiehler ist Sohn eines Bauarbeiters und einer Hausfrau. Nach dem Besuch der Volksschule begann er eine Lehre als Schriftsetzer in einer Buchdrucker-Lehranstalt.
Von 1940 bis 1945 diente Stiehler in der Luftwaffe und trat 1944 in die NSDAP ein. Nach Kriegsende war er von Mai bis September 1945 britischer Kriegsgefangener.
Zwischen 1945 und 1946 arbeitete er als Dachdeckergehilfe in Leipzig.
Noch 1945 trat er der KPD und 1946 der SED bei.
Bis 1951 arbeitete er als Grundschullehrer in Dölzig.
1951 begann Stiehler seine journalistische Laufbahn als Redakteur bei der Leipziger Volkszeitung. Seine Arbeit bei der LVZ unterbrach er zweimal für ein Studium.
Das erste Studium begann er 1953 an der Sektion Journalistik an der Karl-Marx-Universität Leipzig und schloss es 1958 als Diplomjournalist ab.
Während des Studiums wurde er Lehrer und Leiter von Sonderlehrgängen des Zentralkomitees der SED zur Qualifizierung von Journalisten an der Universität.
Im Anschluss arbeitete Stiehler wieder bei der LVZ, zunächst als Redakteur, später als Abteilungsleiter.
Von 1963 bis 1966 verließ er die LVZ für ein Studium an der Parteihochschule „Karl Marx“ in Berlin.
Nach Abschluss dieses Studiums als Diplomgeisteswissenschaftler wurde er bei der LVZ zum stellvertretenden Chefredakteur berufen. 1969 wurde er als Nachfolger von Jochen Pommert Chefredakteur und Mitglied der SED-Bezirksleitung des Bezirks Leipzig sowie Vorsitzender des BV Leipzig des Verbands der Journalisten der DDR.
Zum 31. August 1978 wurde er von der SED-Bezirksleitung Leipzig von allen diesen Ämtern wegen „Unehrlichkeit gegenüber der Partei und Schädigung ihres Ansehens in der Öffentlichkeit“ abberufen. Sein Nachfolger wurde Rudolf Röhrer.

## Werke (Auswahl)
- mit Peter Andriefski: Handbuch für Volkskorrespondenten der Leipziger Volkszeitung. 1975, DNB 760505047.

## Auszeichnungen
- 1973: Vaterländischer Verdienstorden in Bronze[3]